# DOG HAIR DRESSERS
DOG HAIR DRESSERS（ドッグ・ヘアー・ドレッサーズ）は、日本のロックバンド。

## メンバー
- 太田朝子（1975年2月15日 - ）：ギター、ボーカル

2022年にaskfy名義でソロプロジェクトを始動。根岸孝旨と再タッグによる1st EPカセットテープをリリース。
- 太田成義（1979年3月26日 - 2018年11月29日）：ベース

2002年、宮本賢士（ex.LOOP THE LOOP）とTEMPLE TAILを結成。
2018年11月29日、死去。
- 満田香理：ドラム

## 概要
太田朝子と太田成義の姉弟を中心とするバンドである。
1995年に結成。
1999年7月、シングル『コッペル』にてSO What? Records（エピックレコードジャパン内のレーベル）よりデビュー。根岸孝旨、清水ひろたかのプロデュースによる2枚のアルバムを完成させるも、2001年12月31日解散。

## ミュージックビデオ
| 曲名                                                             |
| 「BOARD GAME」「オレンジジュース」「コッペル」「ハードロックII」 |

## タイアップ一覧
| 使用年 | 曲名             | タイアップ                                                   |
| ------ | ---------------- | ------------------------------------------------------------ |
| 1999年 | コッペル         | テレビ東京系『JAPAN COUNTDOWN』1999年7月度エンディングテーマ |
| 1999年 | オレンジジュース | TBS系『COUNT DOWN TV』1999年10月度エンディングテーマ         |
| 1999年 | オレンジジュース | DDIセルラー「cdmaOne」CMソング                               |
| 1999年 | SUN'S SON        | NHK総合（四国）『てれごじ。』オープニングテーマ              |
| 2000年 | BOARD GAME       | NHK-BS2『新・真夜中の王国』4〜6月度エンディングテーマ        |

## 主なライブ
- 1999年08月02日 - ロックロックこんにちは! Ver.3.0
- 2000年08月23日 - ロックロックこんにちは! in 仙台
- 2000年10月21日 - MINAMI WHEEL 2000